# Sei Mati (Medan Labuhan)
Sei Mati is een bestuurslaag in het regentschap Medan van de provincie Noord-Sumatra, Indonesië. Sei Mati telt 14.229 inwoners (volkstelling 2010).